# Föhrste
Föhrste ist ein Ortsteil der Stadt Alfeld (Leine) und liegt im Landkreis Hildesheim in Niedersachsen.

## Geografie
Föhrste liegt im Leinebergland etwa zwei Kilometer südlich der Alfelder Kernstadt. Das Dorf befindet sich auf rund 90 bis 130 m ü. NN etwas östlich des Höhenzugs Steinberg (300,3 m ü. NN), südsüdöstlich des Schlehbergs (196,1 m ü. NN), ostsüdöstlich des Humbergs (211,8 m ü. NN) und nördlich vom Nattenberg (171 m ü. NN). Die Leine fließt nordöstlich am Ort vorbei.

## Geschichte
Erste urkundliche Erwähnung fand der Ort Föhrste im Jahr 742 als „Woresete“.
Aufgrund der am 1. März 1974 in Niedersachsen in Kraft getretenen Gebiets- und Gemeindereform verlor der Ort seine Selbstständigkeit und wurde in die Stadt Alfeld (Leine) eingegliedert.

## Politik

### Ortsrat
Der Ortsrat, der den Ortsteil Föhrste vertritt, setzt sich aus fünf Mitgliedern zusammen. Die Ratsmitglieder werden durch eine Kommunalwahl für jeweils fünf Jahre gewählt.
Bei der Kommunalwahl 2021 ergab sich folgende Sitzverteilung:
| Ortsrat 2021Insgesamt 5 Sitze - SPD: 2 - WFF: 3 |

### Ortsbürgermeister
Der Ortsbürgermeister von Föhrste ist Thomas Stadler (WFF). Sein Stellvertreter ist Harald Heigwer (SPD).

### Wappen
Der Entwurf des Kommunalwappens von Föhrste stammt von dem Heraldiker und Wappenmaler Gustav Völker, der sämtliche Wappen in der Region Hannover entworfen hat. Das Wappen wurde am 6. Juli 1949 durch den Niedersächsischen Minister des Innern verliehen.
| Wappen von Föhrste | Blasonierung: „In goldenem Schild ein blauer Pfahl, belegt mit einem aufgerichteten silbernen Sachs mit goldenem Griff. Vorn eine grüne, begrannte Ähre, hinten drei ineinandergreifende blaue Zahnräder übereinander, von denen das mittlere etwas größer gestaltet ist.“                                                                       |
| Wappen von Föhrste | Wappenbegründung: In Anlehnung an das Vorgängerwappen, das am 18. Oktober 1938 genehmigt wurde und die dazugegebene Begründung beschloss der Gemeinderat 1948, unter Beibehaltung des Sachsmessers, aber unter Fortlassung des Armes, je ein Sinnbild für die schaffenden Stände des Dorfes (Ähre = Bauern, Räder = Werktätige) neu einzuführen. |

## Kultur und Sehenswürdigkeiten
- Im 1905 erbauten Gebäude der Grundschule werden ungefähr 70 Kinder (Stand 2006) aus den Ortsteilen Imsen, Wispenstein und Föhrste unterrichtet
- Vorschulkinder kommen im zweigruppigen Kindergarten mit dem Namen Unter dem Regenbogen zusammen
- Die Kirche wurde 1827 auf dem Standort des älteren Vorgängers im Ortsmittelpunkt errichtet

## Wirtschaft und Infrastruktur
Westlich vorbei an Föhrste führt die Bundesstraße 3, durch das Dorf im Abschnitt Alfeld−Wispenstein die Kreisstraße 402. Seit 1854 verläuft die Bahnstrecke von Hannover nach Göttingen durch den Ort.